# 霊光警察署
霊光警察署（ヨングァンけいさつしょ）は、全南地方警察庁所管の警察署である。

## 管轄区域
- 霊光郡

## 沿革
- 1945年10月21日 - 開署。
- 1963年1月1日 - 蝟島面を霊光郡から全羅北道扶安郡に編入したことに伴い、扶安警察署へ移管。

## 組織
- 警務課
- 生活安全交通課
- 捜査課
- 情報保安課

## 管轄派出所
- 邑内派出所
- 郡南派出所
- 大馬派出所
- 白岫派出所
- 法聖派出所
- 塩山派出所
- 弘農派出所
- 落月派出所

## 管轄治安センター
- 郡西治安センター
- 畝良治安センター
- 元興治安センター
- 安馬治安センター